# وارطان قوکاسیان (جراح)
وارطان ایشخانی قوکاسیان (ارمنی: Վարդան Իշխանի Ղուկասյան؛ زادهٔ ۲ مهٔ ۱۹۴۷) یک جراح اهل ارمنستان است.

## زندگی‌نامه
در ۲ مهٔ ۱۹۴۷ در مارتاکرت به دنیا آمد و از دانشگاه پزشکی دولتی ایروان فارغ‌التحصیل شد. وی همچنین برنده مدال آزادسازی شوشی و مدال واچاگان پارسا شده است.

## یادداشت
1. ↑  Շուշիի ազատագրման համար» մեդալ
2. ↑  «Վաչագան Բարեպաշտ» մեդալ